# A.G. Barr

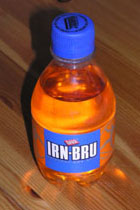
PET-flaska med Irn-Bru, där den karaktäristiska färgen syns.

A.G. Barr plc (Londonbörsens kod: BAG) är en skotsk läsktillverkare från Glasgow i Skottland.
Företaget är mest känd för drycken Irn-Bru.
A.G. Barr grundades 1875 i byn Falkirk av Robert Barr. Hans son, som också hette Robert, startade en filial i storstaden Glasgow. De två avdelningarna slogs samman 1959.
Bland de varumärken som tillverkas av A.G. Barr kan nämnas Irn-Bru, juicemärket Rubicon och de amerikanska dryckerna Rockstar och Snapple som tillverkas för den europeiska marknaden på licens från amerikanska varumärkesägare. 
1901 introducerades A.G. Barrs mest kända och framgångsrika varumärke, Irn-Bru, under namnet Iron Brew. Irn-Bru är i dag mycket populärt i Skottland och har länge varit en av få läskedrycker som sålt mer än Coca-Cola. Det och A.G. Barr har därmed fått stå som symbol för det inhemskt skotska, i motsats till det amerikanska The Coca-Cola Company. På senare år har Coca-Cola hunnit ifatt Irn-Bru.
Företaget bedriver ingen egen verksamhet i Sverige, men flera av de produkter som företaget tillverkar distribueras och marknadsförs i Sverige av Hemberga Dryckesgrossisten AB. 